# Jean Patou
Jean Alexandre Patou, född 27 september 1887 i Paris, död 8 mars 1936 i Paris, var en fransk modeskapare och parfymfabrikör. Han öppnade sitt första modehus, Maison Parry, i Paris 1912. Två år senare utbröt första världskriget och Patou blev inkallad till franska armén. År 1919 nyöppnade han sitt modehus. Patou inledde 1925 sin parfymverksamhet; 1929 kom succéparfymen Joy. Patou designade bland annat aftonklänningar, cocktailklänningar, tennisdräkter och baddräkter. Han avled 1936, 48 år gammal.

## Bildgalleri

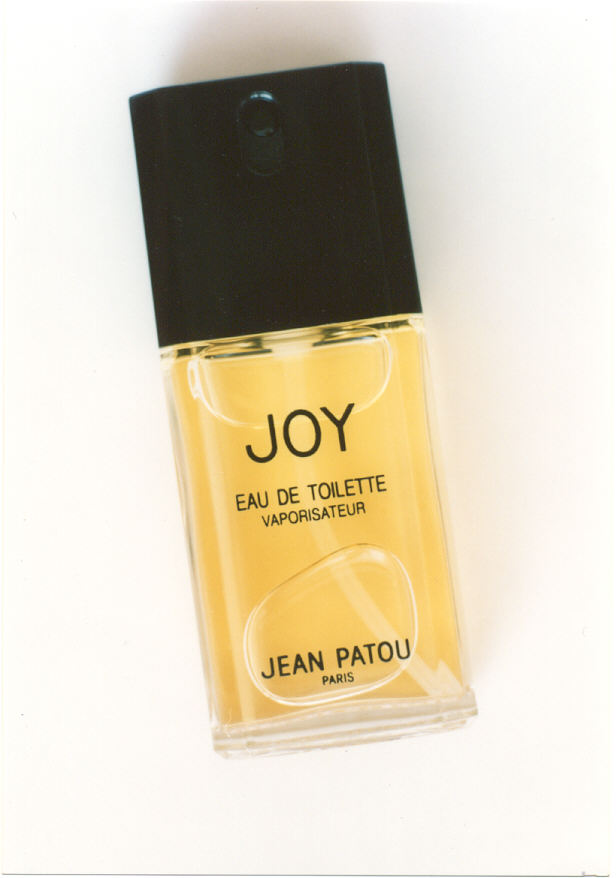
Parfymen Joy.